# Дущенко Віктор Павлович
Дущенко Віктор Павлович (нар. 19 червня 1922 року в м. Кременчук Полтавської області — пом. 5 листопада 1985, м. Київ) — український фізик, професор, завідувач кафедри загальної та прикладної фізики Національного педагогічного університету імені М. П. Драгоманова.

## З біографії
У 1935 році закінчив 1 ФЗС м. Кременчука.
У 1938 році закінчив 16 СШ м. Кременчука з похвальною грамотою.
У 1938 році вступив і 1940 році закінчив Кременчуцький учительський інститут, фізико-математичний факультет.
У жовтні був призваний до лав Радянської Армії, де перебував до грудня 1945 року.
В період другої Світової війни воював на Центральному та 1ому Білоруському фронтах. Пройшов з боями Польщу та Німеччину.
25 грудня був демобілізований з лав Радянської Армії і нагороджений медаллю «За перемогу над Німеччиною у Великій Вітчизняній війні 1941—1945 рр.».
Поранень та контузій не мав. У лютому 1945 року вступив на 2 курс фізико-математичного факультету (фізичне відділення) Київського державного педагогічного інституту ім. Горького.
У 1948 році закінчив Київський державний педагогічний інституту імені О. М. Горького.
У жовтні 1948 року вступив до аспірантури при кафедрі фізики Київського державного педагогічного інституту імені О. М. Горького за спеціальністю «теплофізика». Науковим керівником був доцент М. Ф. Казанський. У 1951 році закінчив аспірантуру.
З жовтня 1951 року після закінчення аспірантури згідно призначення МО УРСР був направлений до Станіславського педагогічного інституту на посаду завідувача кафедрою фізики, працював на цій посаді до серпня 1955 року.
15 травня 1953 захистив дисертацію «Дослідження фізичного змісту критичних точок кривих швидкості сушіння колоїдних капілярно-пористих речовин» в Київському державному педагогічному інституті та присвоєно науковий ступень кандидата фізико-математичних наук.
У 1954 році рішенням МВО було присвоєно вчене звання, доцент по кафедрі фізики.
У вересні 1955 року за конкурсом був обраний на посаду доцента кафедри фізики Київського технологічного інституту харчової промисловості, працював на цій посаді до 1963 року.
У цей час працював за сумісництвом на кафедрах фізики Київських технічних вузів (КПІ, КДПІ, КТІЯП і інші); був членом Науково-методичної Ради з фізики МВССО УРСР та експертної комісії цього Міністерства. В цей час була проведена велика робота з підготовки навчальних матеріалів з фізики для студентів загально технічних факультетів технічних вузів УРСР.
У вересні 1963 року за конкурсом був обраний на посаду доцента кафедри фізики Київського державного педагогічного інституту імені О. М. Горького.
З лютого місяця 1965 року по лютий 1967 рік перебував на посаді старшого наукового співробітника кафедри фізики.
З 1967 здійснював наукове керівництво галузевого проекту теплофізика дисперсних полімерних матеріалів.
З липня 1968 року виконує обов'язки завідувача кафедрою фізики Київського державного педагогічного інституту імені О. М. Горького. З 27.XII.1968 року за конкурсом був обраний на посаду зав. кафедрою фізики.
У 1968—1985 роках В. П. Дущенко завідував кафедрою фізики, а потім кафедрою загальної фізики КДПІ ім. О. М. Горького. У 1967 році з метою поглиблення фундаментальної експериментаторської діяльності викладачів та аспірантів на кафедрі, під його керівництвом, створюється «Галузева науково-дослідна лабораторія теплофізики дисперсних та полімерних матеріалів». За результатами досліджень у галузі теплофізики і молекулярної фізики дисперсних та полімерних матеріалів протягом 1968—1990 рік захищаються три докторські дисертації (В. П. Дущенко, М. І. Шут, А. Ф. Буляндра,) і п'ятдесят три кандидатські дисертації. Ці результати засвідчують не лише його талант як науковця, але й організатора науки. Проведені дослідження дозволили В. П. Дущенку значно розширити спектр наукової тематики і встановити механізми дисипативних процесів, характерних для в'язкопружного тіла.
У 1977 р. В. П. Дущенко захищає докторську дисертацію «Кинетика и динамика внутреннего тепло- и массопереноса в твердых дисперсных системах» за спеціальністю «теплофізика».
У 1978 році йому було присвоєно вчене звання професора.
Віктор Павлович Дущенко відзначався глибокими знаннями фізичних наук, широкою ерудицією, високою культурою, душевною теплотою і простотою у взаєминах з викладачами, аспірантами і студентами. Він був відомим вченим теплофізиком не лише в Україні, але й за її межами. У 70-80-х роках професор В. П. Дущенко був головою секції «Теплофізичні властивості речовини» Наукової ради з Теплофізики АН УРСР та керував науковою роботою аспірантів та співробітників кафедри загальної фізики.
Під безпосереднім керівництвом професора В. П. Дущенка було підготовлено 2 докторських і 37 кандидатських дисертацій.
Професор В. П. Дущенко є автором понад 4ОО-т наукових праць, в тому числі підручників і навчальних посібників для педінститутів і шкіл. Серед них: Дущенко В. П., Кучерук І. М. Загальна фізика. Фізичні основи механіки. Мсолекулярна фізика і термодинаміка: навч. посібник. -К.: Вища шк., 1987. — 430 с.
Кучерук І. М., Дущенко В. П. Загальна фізика. Оптика. Квантова фізика: навч. посібник. — К.: Вища шк., 1991. — 463 с.
Фізичний практикум: навч. посібник для пед. ін-тів / В. П. Дущенко, В. М. Барановський, П. В. Бережний та ін.; за заг. ред. В. П. Дущенка. — К.: Вища шк., 1981. — Ч. і. — 248 с.
Теоретична фізика. Класична механіка:. Навч. посібник для фіз.-мат. фак-тів пед. ін-тів / В. О. Андреев, В. П. Дущенко, А. М. Федорченко. — К.: Вища шк., 1984. — 224 с.
Був членом редколегій журналу АН УРСР «Теплофізика і теплотехніка», а також ряду Наукових Рад АН СРСР і АН УРСР. В системі Академії наук УРСР був членом і головою методичних рад Міністерства вищої і середньої спеціальної освіти та Міністерства народної освіти України, членом редакційних колегій ряду наукових журналів в галузі теплофізики, членом редакційної Ради з фізики видавництва «Вища школа», членом Наукової ради з проблем «Масо- і теплопереніс в технологічних процесах» Держкомітету Ради Міністрів СРСР по науці і техніці та виконував інші організаційно- наукові роботи на громадських засадах. В. П. Дущенко був незмінним членом Вченої ради та головою бібліотечної ради в КДПІ.
Дущенко Віктор Павлович створив власну наукову школу в галузі тепломасопереносу. Дослідження по даній проблемі продовжують його учні в Україні та за її межами: академіки, доктори наук, професори — М. І. Шут, О. Ф. Буляндра, П. П. Луцик, І. М. Кучерук, Б. С. Колупаєв, А. В. Касперський, І. Т. Горбачук; кандидати наук, доценти В. М. Барановський, В. В. Левандовський, Т. Г. Січкар, І. А. Романовський, М. В. Клименко, Ю. М. Краснобокий, В. С. Титюченко, М. С. Панченко, В. М. Смола, Орландо Лопес та інші.
За багаторічну, сумлінну педагогічну діяльність та успіхи в науковій роботі професор В. П. Дущенко був нагороджений орденом Трудового Червоного Прапора, нагрудними знаками «Отличник просвещения СССР» і «Відмінник народної освіти УРСР», медаллю «За трудовую доблесть» та іншими нагородами.
Помер 5 листопада 1985 року.
5 листопада 2015 року на Всеукраїнському науково-методичному семінарі «Сучасні проблеми фізико-математичної освіти і науки», присвяченому пам'яті видатного українського вченого, доктора технічних наук, професора Дущенка Віктора Павловича, було прийнято ухвалу: «З метою увіковічнення пам'яті професора В. П. Дущенка: — від імені учасників Всеукраїнського семінару звернутись до ректора НПУ імені М. П. Драгоманова академіка Андрущенка В. П. з пропозицією розробити Положення та виготовити медаль імені В. П. Дущенка». Медаль виготовили у травні 2017 року з нагоди 95-річчя від дня народження В. П. Дущенка. Першими отримали цю нагороду його учні І. Т. Горбачук, М. І. Шут і О. С. Мосієвич.

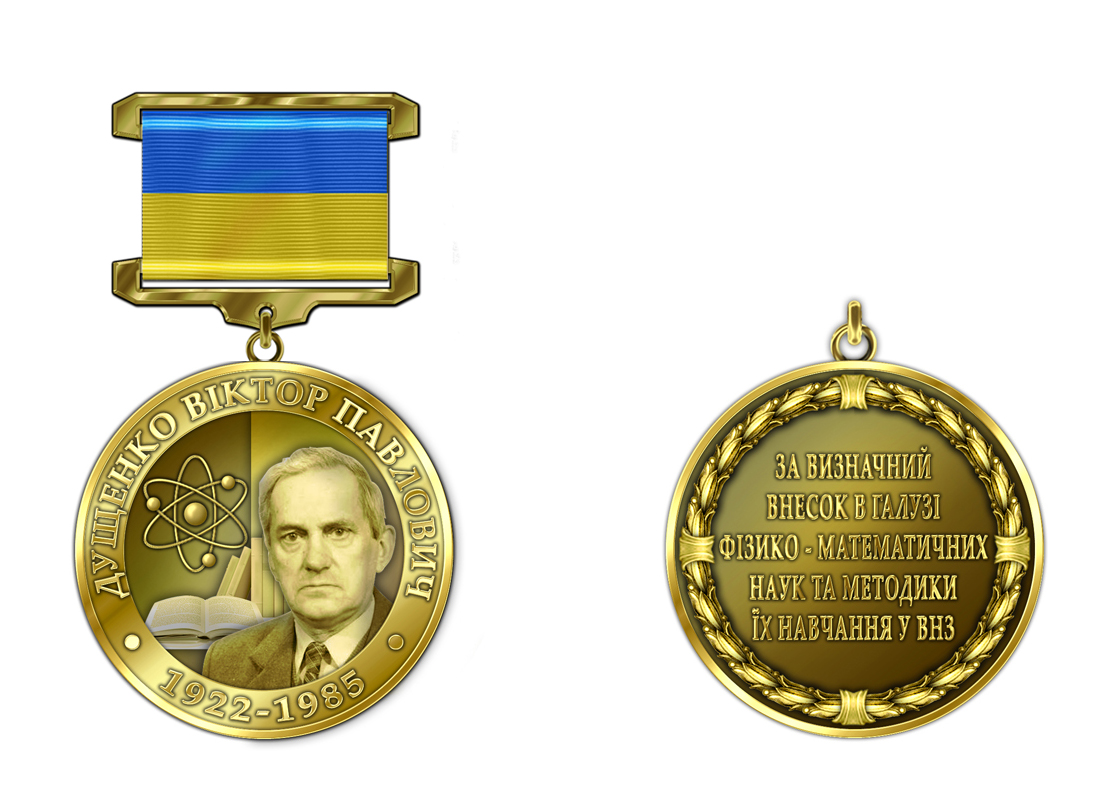
Медаль імені Дущенка В. П.

Література про Дущенка В. П. Віктор Павлович Дущенко Біобібліографічний покажчик
http://enpuir.npu.edu.ua/handle/123456789/22430 [Архівовано 13 лютого 2019 у Wayback Machine.]
http://enpuir.npu.edu.ua/bitstream/123456789/22430/1/dushchenko-pokagchuk.pdf [Архівовано 13 лютого 2019 у Wayback Machine.]